# ریوتا تاکوچی
ریوتا تاکوچی (انگلیسی: Ryōta Takeuchi; ۲۲ سپتامبر ۱۹۸۲ – ) صداپیشگی در ژاپن اهل ژاپن بود. وی از سال ۲۰۰۷ میلادی تاکنون مشغول فعالیت بوده‌است.